# White Guy, Dark Hair
White Guy, Dark Hair is de zevende aflevering van het elfde seizoen van de televisieserie ER, die voor het eerst werd uitgezonden op 18 november 2004.

## Verhaal
Dr. Kovac en Taggart behandelen een zwaargewonde vrouw, zij is een slachtoffer van een serieverkrachter die gewelddadig te werk gaat. Om de politie te helpen voert zij een risicovolle procedure uit bij de vrouw om haar te laten spreken, dit gaat echter fout en zorgt ervoor dat zij sterft. Dr. Kovac is eerst boos op Taggart dat zij dit gedaan heeft maar besluit later toch om haar te steunen in haar beslissing. Ondertussen besluit Taggart samen met haar zoon in te trekken bij dr. Kovac.
Dr. Lewis heeft een beoordelingsgesprek met dr. Weaver over haar functioneren als hoofd van de SEH. Dr. Weaver vertelt haar dat zij best wel wat harder mag worden op haar personeel. Om zich te bewijzen aan het management besluit zij een oefening te houden door kinderen als patiënten voor te laten doen, deze veroorzaakt veel irritatie en stress onder het personeel die de gewone patiënten nog tussendoor moeten behandelen.
Dr. Carter behandelt een jonge vrouw die de geboorte geeft aan een baby, na de bevalling blijft zij ontkennen ooit zwanger geweest te zijn en erkent de baby niet als haar kind. Dr. Carter neemt, door het verlies van zijn eigen kind, een drastische keuze om haar te overtuigen dat de baby wel van haar is

## Rolverdeling

### Hoofdrollen
- Noah Wyle - Dr. John Carter
- Maura Tierney - Dr. Abby Lockhart
- Mekhi Phifer - Dr. Gregory Pratt
- Goran Višnjić - Dr. Luka Kovac
- Sherry Stringfield - Dr. Susan Lewis
- Ming-Na - Dr. Jing-Mei Chen
- Parminder Nagra - Dr. Neela Rasgrota
- Shane West - Dr. Ray Barnett
- Laura Innes - Dr. Kerry Weaver
- Scott Grimes - Dr. Archie Morris
- Linda Cardellini - verpleegster Samantha 'Sam' Taggart
- Laura Cerón - verpleegster Chuny Marquez
- Deezer D - verpleger Malik McGrath
- Yvette Freeman - verpleegster Haleh Adams
- Kyle Richards - verpleegster Dori
- Dinah Lenney - verpleegster Shirley
- Lyn Alicia Henderson - ambulancemedewerker Pamela Olbes
- Demetrius Navarro - ambulancemedewerker Morales
- Michelle Bonilla - ambulancemedewerker Christine Harms
- Brian Lester - ambulancemedewerker Brian Dumar
- Mädchen Amick - Wendall Meade
- Abraham Benrubi - Jerry Markovic
- Troy Evans - Frank Martin

### Gastrollen (selectie)
- Tony Denison - rechercheur Patrie
- Henry O - Mr. Chen
- Peggy Ahn - Mi-Cha Pak
- Randall Park - Yong-Jo Pak
- Alexandra Krosney - Trina
- Deborah Van Valkenburgh - Louise Garvin
- Erica Beck - Julie
- Shelbie Bruce - Brandi